# Eleutherococcus pilosulus
Eleutherococcus pilosulus là một loài thực vật có hoa trong Họ Cuồng cuồng. Loài này được (Rehder) C.H.Kim & B.Y.Sun mô tả khoa học đầu tiên năm 2000.